# Marian Rissmann

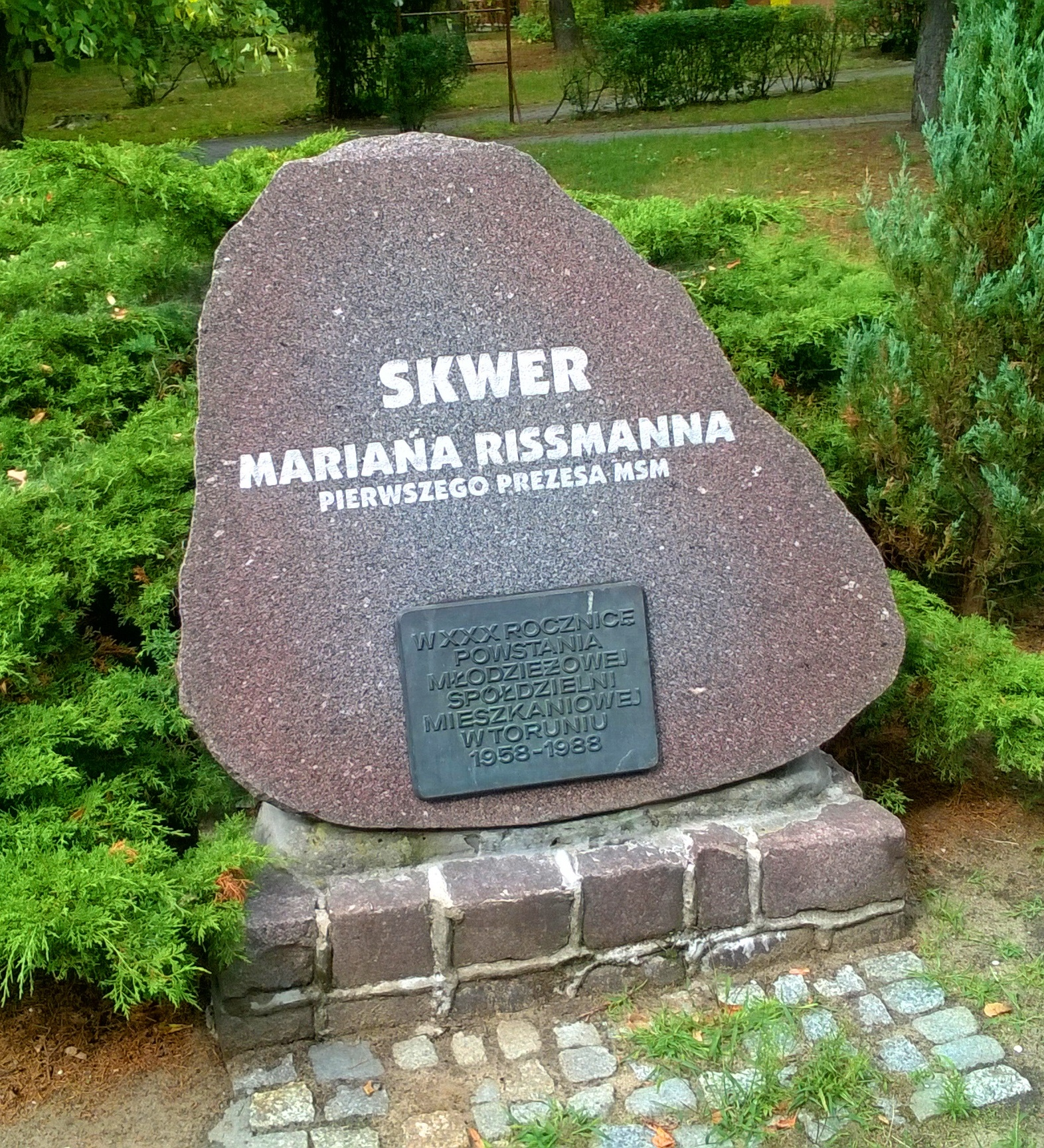
Kamień upamiętniający Mariana Rissmanna usytuowany na skwerze jego imienia w Toruniu

Marian Rissmann (ur. 28 września 1932 w Toruniu, zm. 18 listopada 1985) – prezydent Torunia od 20 czerwca 1975 do 30 czerwca 1978 roku, z wykształcenia inżynier elektryk.
Ukończył Politechnikę Gdańską, gdzie uzyskał tytuł inżyniera elektryka. W 1954 roku rozpoczął pracę w Miastoprojekcie w Toruniu. W 1956 roku nawiązał współpracę z ruchem spółdzielczym. Dwa lata później współzakładał pierwszą w Toruniu Młodzieżową Spółdzielnię Mieszkaniową. Pełnił w niej funkcję prezesa do 1965 roku. W latach 1965–1975 był wiceprzewodniczącym Miejskiej Rady Narodowej w Toruniu. 20 czerwca 1975 roku objął stanowisko prezydenta Torunia.
Podczas jego prezydentury rozpoczęto renowację Starego Miasta, nawiązano współpracę z Getyngą i Filadelfią.
W 1978 roku powrócił do ruchu spółdzielczości budownictwa mieszkaniowego. Pełnił funkcję prezesa Wojewódzkiego Związku Spółdzielni Mieszkaniowych w Toruniu.
Został odznaczony Krzyżem Kawalerskim Orderu Odrodzenia Polski i Złotym i Srebrnym Krzyżem Zasługi.
1 października 1988 roku na Osiedlu Młodych, w pobliżu skrzyżowania ul. Stanisława Moniuszki i Juliana Tuwima, odsłonięto kamień upamiętniający Mariana Rissmanna. W 2008 roku pierwotny głaz zastąpiono większym.